# Inês Henriques
Inês Pereira Henriques (ur. 1 maja 1980 w Santarém) – portugalska lekkoatletka specjalizująca się w chodzie sportowym.
15 stycznia 2017, podczas mistrzostw Portugalii rozgrywanych w Porto de Mós, czasem 4:08:26 ustanowiła pierwszy oficjalny rekord świata w chodzie na 50 kilometrów kobiet. Tym samym poprawiła poprzedni najlepszy wynik na tym dystansie (uzyskany przez Szwedkę Monicę Svensson w 2007; miał on jednak charakter nieoficjalnego najlepszego rezultatu, gdyż przed 1 stycznia 2017 IAAF nie notował oficjalnych rekordów świata kobiet na tym dystansie) o 2 minuty i 33 sekundy. Henriques jest również pierwszą Portugalką, która ukończyła rywalizację w tej konkurencji. Siedem miesięcy później na mistrzostwach świata w Londynie poprawiła ten rezultat do 4:05:56.

## Osiągnięcia

### Letnie igrzyska olimpijskie
| Rok  | Miejsce        | Konkurencja   | Pozycja     | Wynik   |
| ---- | -------------- | ------------- | ----------- | ------- |
| 2004 | Ateny          | chód na 20 km | 25. miejsce | 1:33:53 |
| 2012 | Londyn         | chód na 20 km | 14. miejsce | 1:29:54 |
| 2016 | Rio de Janeiro | chód na 20 km | 12. miejsce | 1:31:28 |

### Mistrzostwa świata
| Rok  | Miejsce   | Konkurencja   | Pozycja     | Wynik   |
| ---- | --------- | ------------- | ----------- | ------- |
| 2003 | Edmonton  | chód na 20 km | –           | DQ      |
| 2005 | Helsinki  | chód na 20 km | 27. miejsce | 1:35:44 |
| 2007 | Osaka     | chód na 20 km | 7. miejsce  | 1:33:06 |
| 2009 | Berlin    | chód na 20 km | 10. miejsce | 1:32:51 |
| 2011 | Daegu     | chód na 20 km | 9. miejsce  | 1:32:06 |
| 2013 | Moskwa    | chód na 20 km | 11. miejsce | 1:30:28 |
| 2015 | Pekin     | chód na 20 km | 23. miejsce | 1:34:47 |
| 2017 | Londyn    | chód na 50 km | 1. miejsce  | 4:05:56 |
| 2019 | Doha      | chód na 50 km | –           | DNF     |
| 2022 | Eugene    | chód na 20 km | 32. miejsce | 1:38:32 |
| 2022 | Eugene    | chód na 35 km | 13. miejsce | 2:51:12 |
| 2023 | Budapeszt | chód na 35 km | –           | DNF     |

### Mistrzostwa Europy
| Rok  | Miejsce   | Konkurencja   | Pozycja     | Wynik   |
| ---- | --------- | ------------- | ----------- | ------- |
| 2006 | Göteborg  | chód na 20 km | 12. miejsce | 1:31:58 |
| 2010 | Barcelona | chód na 20 km | 8. miejsce  | 1:32:26 |
| 2014 | Zurych    | chód na 20 km | 13. miejsce | 1:31:32 |
| 2018 | Berlin    | chód na 50 km | 1. miejsce  | 4:09:21 |
| 2022 | Monachium | chód na 35 km | 9. miejsce  | 2:58:34 |

### Pozostałe osiągnięcia
- brązowy medal mistrzostw ibero-amerykańskich (chód na 10 000 metrów, San Fernando 2010)
- 10. miejsce podczas młodzieżowych mistrzostw Europy (chód na 20 kilometrów, Amsterdam 2001)
- 12. miejsce podczas mistrzostw Europy juniorów (chód na 5000 metrów, Ryga 1999)
- 21. miejsce podczas mistrzostw Europy juniorów (chód na 5000 metrów, Lublana 1997)
- 3. miejsce podczas pucharu świata w chodzie (chód na 20 kilometrów, Chihuahua 2010)
- 8. miejsce podczas drużynowych mistrzostw świata w chodzie (chód na 20 kilometrów, Rzym 2016)
- 3. miejsce podczas pucharu Europy w chodzie (chód na 50 kilometrów, Olita 2019)
- 6. miejsce podczas drużynowych mistrzostw Europy w chodzie (chód na 35 kilometrów, Podiebrady 2023)

Wielokrotna mistrzyni i rekordzistka Portugalii oraz reprezentantka kraju w pucharze świata, drużynowych mistrzostwach świata i pucharze Europy w chodzie sportowym.

## Rekordy życiowe
| Konkurencja           | Wynik    | Miejsce      | Data             | Uwagi                       |
| --------------------- | -------- | ------------ | ---------------- | --------------------------- |
| Chód na 5000 metrów   | 21:38,05 | Abrantes     | 10 czerwca 2010  |                             |
| Chód na 10 000 metrów | 43:19,3h | Leiria       | 7 lipca 2018     |                             |
| Chód na 10 kilometrów | 43:09    | Pekin        | 18 września 2010 |                             |
| Chód na 20 kilometrów | 1:29:00  | Rzym         | 7 maja 2016      |                             |
| Chód na 35 kilometrów | 2:45:51  | Porto de Mós | 7 stycznia 2018  | rekord Portugalii           |
| Chód na 50 kilometrów | 4:05:56  | Londyn       | 13 sierpnia 2017 | były rekord świata i Europy |